# ビットワールド
『ビットワールド』（BITWORLD）はNHK教育テレビ→NHK Eテレにて2007年4月6日から放送されている子供向け視聴者参加バラエティ番組である。キャッチコピーは『Welcome to Bitworld!』。

## 概要
2001年4月から2007年3月まで放送された『天才ビットくん』を改題・リニューアルした続編。2009年度までは『天才てれびくんMAX ビットワールド』という番組名（これはあくまで枠タイトルの扱いであり、それまでと同様に『天才てれびくん』との直接の関係性は無い独立した番組内容だった）だったが、2010年度からは再び単独枠に戻り、タイトルからも『天才てれびくんMAX』が外れ『ビットワールド』として放送されている。
コンピュータグラフィックスで作られた『ビットワールド』という世界を舞台に、視聴者によるアイデアを基にイラスト・歌・アニメなどを創作し、発想力と表現力を高めることを狙いとしている。
2008年度までは4:3標準画質による放送を行っていたが、2009年度からはハイビジョン放送に変わった。
2022年4月改編で放送時間が17:35 - 18:00に移動し、放送開始から通算22年目で初めて17時台の放送となりEテレキッズ枠に編入され、これまで主なターゲットとしていた小・中学生だけでなく幼児も意識した番組内容へと大幅にリニューアルされた。その結果、『天才ビットくん』から長年続いた実写ストーリーが廃止され、実写のコーナーを内包したデジタル人形劇となり、出演者も一部コーナーを除き顔出し出演は一切しなくなった。登場するキャラクターは、以前と演者が同じものはそのキャラクターが転生したという設定になっている。また、『天才ビットくん』時代から視聴者の投稿を示す言葉として使われていた『アイデア』という単語も使われなくなり、『ひらめき』と呼ぶようになった。そして、番組開始からレギュラー出演してきたいとうせいこう、升野英知、金子貴俊、中田あすみに加え、前年度まで準レギュラーだった古坂大魔王、浅川梨奈がレギュラー出演者に加わった。
2024年4月改編で放送時間が5分繰り上げ・拡大し、17:30からの放送となる。

## 放送時間
| タイトル                         | 期間                   | 放送時間（JST）              |
| -------------------------------- | ---------------------- | ---------------------------- |
| 天才てれびくんMAX ビットワールド | 2007.04.06〜2009.03.27 | 金曜日 18:20 - 18:55（35分） |
| 天才てれびくんMAX ビットワールド | 2009.04.03〜2010.03.26 | 金曜日 18:20 - 18:54（34分） |
| ビットワールド                   | 2010.04.02〜2017.03.31 | 金曜日 18:20 - 18:54（34分） |
| ビットワールド                   | 2017.04.07〜2022.03.25 | 金曜日 18:20 - 18:55（35分） |
| ビットワールド                   | 2022.04.08〜2024.03.29 | 金曜日 17:35 - 18:00（25分） |
| ビットワールド                   | 2024.04.05〜           | 金曜日 17:30 - 17:59（29分） |

## 現在の出演者
現在の出演者を下部に記載する。なお、2022年度以降はアニメ構成のため、ミニコーナーのみの出演となり、本編では声の出演として扱う。（太字はレギュラー出演者）
| 氏名                   | 初出演   | 備考             |
| ---------------------- | -------- | ---------------- |
| いとうせいこう         | 2007年度 | [ 注釈 2 ] [ 2 ] |
| 升野英知               | 2007年度 | [ 注釈 3 ] [ 2 ] |
| 金子貴俊               | 2007年度 | [ 注釈 4 ] [ 2 ] |
| 中田あすみ             | 2007年度 | [ 2 ]            |
| 浅川梨奈               | 2021年度 | [ 2 ]            |
| 古坂大魔王             | 2018年度 | [ 2 ]            |
| マキタスポーツ         | 2013年度 | [ 3 ] [ 2 ]      |
| 横山だいすけ           | 2017年度 | [ 2 ]            |
| 小野あつこ             | 2023年度 |                  |
| ソーズビー・キャメロン | 2014年度 | [ 注釈 5 ] [ 2 ] |
| 和泉宗兵               | 2018年度 |                  |
| 後藤大                 | 2019年度 |                  |
| 増子敦貴               | 2022年度 | [ 2 ]            |
| 宇野結也               | 2023年度 |                  |
| 加藤諒                 | 2023年度 |                  |
| 宮下雄也               | 2023年度 |                  |
| 高木ひとみ〇           | 2024年度 |                  |
| 高橋怜也               | 2025年度 |                  |
| 小山百代               | 2025年度 |                  |
| 上田堪大               | 2025年度 |                  |

## 物語
番組開始から2021年度までの15年間はストーリーに連続性があり、『天才ビットくん』の設定を引き継いだ物語が展開されていた。基本的には『天才ビットくん』と同様に年度末の2月〜3月初旬に物語が一旦完結し、翌年度最初の放送はその続きから始まる構成だった。2022年度の放送時間帯変更および時間短縮に伴い内容は一新され、新しい物語が始まった。『天才ビットくん』を含む過去21年間のストーリーとの関連はほぼなくなった。

### 2007年度
ビットランド（『天才ビットくん』の舞台）が生まれ変わった新世界「ビットワールド」へやって来たセイコーとリオとケメコ。そこは無数の空間「マイランド」で構成された無限に広がる世界だった。セイコー達はそこでサビシーニョ族のマスーニョ、ジャーク族のアスミン、ホンネ族のタカティンと出会い、仲間になる。
探索を続けるうち、すべて集めるといいことが起こるという「７つのおいしいお宝」の存在を知る。アスミンの付き合いでセイコー達は宝探しに出発するがたびたび現れるジャーク族の女・ハナナンによって宝を奪われていく。しかし、ハナナンが狙っている宝にはジャーク族に関わる秘密が隠されていた。その秘密が明かされる時、ビットワールドは存亡の危機を迎える。

### 2008年度
リオとケメコは新たに立ち上げた出版社で雑誌制作をするため、他の未来に旅立った。ジャーク族に言い伝えられている守り神「ジャッキー」によってビットワールドが食い荒らされる事件が発生し、セイコー達はビットモンでジャッキーを迎え撃ちこれを倒すことに成功したがビットワールドにはジャッキーが開けた穴「ジャッキーホール」が無数に残ったのだった。事件終結後、「ジャッキーホール」を塞ぐ作業の最中に謎の飛行船が墜落。その飛行船から出てきた少年は「穴を塞がないで」と周囲に訴える。
その少年は「ハタコフスキー・トーヤ」と名乗り、彼によるとビットワールドの生命体「ビーボ」がジャッキーホールを通ってリアルワールドに流出しているらしく、このまま放置するとビーボはリアルワールドの環境に耐えられず死滅するという。そこでセイコー達は移動基地「ビットラボ」を拠点にビーボをビットワールドに連れ戻す活動を始める。ビーボが通ったジャッキーホールを見つけ、トーヤの持つ力でリアルワールドとビットワールドを繋げることでビーボの救出活動に取りかかるが、救出活動が進む中で異変が起こり始める。やがてリアルワールドにトーヤが作り出した謎のビーボ「シャビ」が現れるとシャビの力を受けたビーボが凶暴化し、周囲を荒らす様になる。

### 2009年度
シャビによって凶暴化したビーボ「ゾンビーボ」による悪事が続発する中、大勢のゾンビーボが衰弱する事態が発生。その中でセイコー達は2008年のリアルワールドにいる少女・ミオとビーボならざる生物「わさび」と接触。彼女の協力もあってセイコー達は衰弱したゾンビーボを元のビーボに戻し、シャビを救出したのだった。しかし、救出されたシャビはトーヤが目を離した隙に行方不明となってしまった。
その後、リアルワールドで生存出来る体に変化したビーボ達が自らリアルワールドに向かい始めた。しかし、その環境に適応できずビーボ達は困った状態。それを知ったセイコー達はリアルワールドにビーボの保護施設「ビットコロニー」を建設。ビーボを調査した上でリアルワールドの住人と暮らしてもらうという画期的な試みに精を出していく。
だが、ビーボ保護活動の中でビーボを無理矢理戦わせるギャンブル集団「ビーボファイトクラブ」、ハラキン校長の顔が付いた昆虫を生み出す博士「ドクター・カゲロウ」の悪行に巻き込まれていく。その裏には謎の男「J」による巨大な陰謀が隠されていた。

### 2010年度
全ての人間をビーボと融合させるというJの陰謀が潰えた後、トーヤとシャビは未来に旅立つため、リアルワールドの生活に戻った。
トーヤと別れた日、ミオは迷い込んだ森でビーボならざる謎の生物と遭遇。その生物は「モジャビー」と名付けられ、ミオと共にビットコロニーで暮らす事になる。
その頃、リアルワールドでは恐竜や鎧武者といった過去のものが現出する事件が多発していた。さらにはモジャビーが行方不明となる事件を経て、セイコー達は謎の仮面に関わる事となる。そしてカイと名乗る男の出現でセイコー達は時間の秩序を管理する組織「時空警察」と対立する。

### 2011年度
時空警察との対立が無くなり、ミオとわさびとモジャビーはカイ達と共に未来に旅立った。時空警察にマスーニョは消され、中身の無い箱だけが発見された。
ある日、セイコー達はマスーニョが出てくる夢を見たのをきっかけにリアルワールドの少年「ヒロキ」と出会い、彼の耳を覗いたことで夢の中に入ってしまう。一度、元の世界へ戻ってきたセイコー達はタカティンが開発した「ドリームダイバー」でヒロキの夢へ再突入。そこでマスーニョを見つけ、無事に連れ戻したのだった。
マスーニョによるとヒロキは他人の夢を見る力を持ち、ヒロキはそのせいで悪夢に悩まされているという。そこでセイコー達はドリームダイバーでヒロキの悪夢に立ち向かう。

### 2012年度
プレイヤーを昏睡状態にする謎のネットゲーム「ドリーム・ダンジョン」を巡る事件を解決したセイコー達。
そんなある日、ヒロキは「ドリーム・ダンジョン」での一件から自分の能力で人の役に立ちたいと考え、セイコー達と共に探偵業を設立。探偵となったヒロキは依頼人の夢に入り込み、夢を見る原因を突き止めることで、依頼人が抱える問題を解決していく。
その途中、ヒロキは自分と同じ力を持った少女「カオ」と対面する。そのカオには夢を司る精霊「ミーム」が相棒に付いていた。ミームの事を知ったヒロキは試練を乗り越えてミームを探偵業のパートナーにするが、ミームを連れた者が次々と現れると共に夢世界に大きな異変が起き始める。

### 2013年度
凶暴化したミーム「アラーニエ」によって荒廃した夢世界を修復する為、ヒロキは探偵業から離れた。
その後日、様々な宇宙人が地球に訪れたことでトラブルが続発。そこでセイコー達はビジターセンター「エリアB」を開設し、宇宙人が地球で問題無く暮らせる様におもてなしするのだった。

### 2014年度
真四角の天体「キューブすい星」によって、あらゆるものが立方体に変形する「キューブ化現象」が宇宙の各所で発生。ついにはキューブすい星が地球に接近する事態が発生するもマスーニョの決死の行動によってすい星は崩壊。キューブ化した宇宙人も元に戻り、一連の騒動「キューブインパクト」は幕を閉じた。
しかし、キューブ化したまま元に戻れていないセイコーは無数の小型キューブ「ビッキューブ」に分解されてしまう。アスミン達はキューブを組み立てるものの、セイコーは元に戻らずじまい。そこへ「ビッキューブマスター」を名乗る人間型宇宙人の少年「レン・ダーリン」が現れる。
組み立てたビッキューブを実物に変える能力を持つレンはアスミン達や大勢のビルダーと力を合わせてセイコーを元の人間に戻すが、宇宙の至る所ではセイコーと同じ様にあらゆるものがビッキューブに分解される現象「ビキュボン」が起きていた。セイコー達はビッキューブとレンの能力を利用してビキュボンに悩まされている宇宙人たちの問題を解決していく。

### 2015年度
幼い頃の辛い過去からビッキューブのスムージングを憎む「ビキュボンマスター」の宇宙人・ゾースはレンの人工惑星「パーフェクトスター」を破壊すべく、アジト「スーパースター」を「スーパービキュボン砲」に変形させ、パーフェクトスターに接近。レン達は全力を結集してスーパービキュボン砲を停止させ、ゾースの冷たい心を溶かすことができた。
しかし、スーパースターはコントロールを失ってパーフェクトスターと激突。その衝撃でパーフェクトスターはスーパースターもろともビキュボンし、大量のビッキューブに分解されて地球に降り注いだ。レンとゾース、アーティーが力を合わせることでセイコー達は助かったものの、ランたんは行方不明となってしまう。
1ヶ月後、ランたんの不在に気づいた一同は行方を探る中、ビキュボンした巨大クレーターを発見。そこで発掘作業を行ったところ、心が砂の怪物「サンディ」と入れ替わってしまったランたんを発見。さらに発掘作業が進むとサンディの心が宿ったランたんのボディが見つかり、両者の心は無事に元の体に戻る。そして、ランたんに懐いたサンディはセイコー達の仲間となる。だが束の間、地球に宝石のようなレアキューブで出来たビキュモンスターが次々と発生し、さらにはビキュモンスターを鎮める為に必要な宝石と石板、ビッキューブで構成された異空間が発見される。

### 2016年度
パーフェクトスターとスーパースターの衝突により、地球上に存在するビキュモンスターの巣の繋がりが断ち切られ、その影響で天属性のビキュモンスターが他のビキュモンスターを襲撃する事件が起きる。セイコーたちとサンディは力を結集し、天のビキュモンスターを鎮めて巣の崩壊を防ぐ。巣の繋がりが修復された後、サンディと別れたセイコーたちは打ち上げパーティーを開こうとするが、目の前でエリアBはロケットの如く宇宙へ打ち上がってしまう。 突然の出来事で途方に暮れるセイコーたちは、天に届くほどの高さを持つ超高層マンション「ビットキャッスル」に住み込みで働くことになる。不思議な部屋が絶え間なく増え続けるビットキャッスルで奇妙な事件が次々と発生し、その裏には事件を予言するような書き込みが残された謎のノートが絡んでいた。

### 2017年度
予言のノートのページが使い切られ、その影響でビットキャッスルは規則に厳しい環境になってしまう。全てを知ったセイコーたちは元の環境に戻そうと新しいノートを求めるが、その為には屋上の自動販売機でカオスダマ1億個を消費して買う必要があった。
アスミン達はキャッスル内でフィーバーランドを発見し、そこに行われるクリキングとのダンスバトルに勝利。賞品のカオスダマ7777万個を入手したことでカオスダマの数が1億個を突破。無事に屋上の自動販売機から新しい予言のノートを手に入れることに成功した。
その後、屋上に露天風呂が建造されたが、そこでマスーニョが新しい予言のノートに書き込んだところ、ノートは空を飛んで煙突に飛び込んでしまう。煙突の中からは低頭身の少女が出現。その少女は時に意味不明な言葉を発するが、次第にそれが予言を表していることが判明。セイコーたちは「少女はノートが変身した姿」という結論に至り、少女をノートちゃんと呼ぶ様になる。

### 2018年度
ノートちゃんは月からやって来た少女であることを知ったセイコーたちはノートちゃんを月へ帰すべく、ビットキャッスルを伸ばして月にドッキングさせる作戦を立てる。そしてドッキングは成功し、ノートちゃんは月に帰れたが、直後にビットキャッスルが巨大な竹に変化して消滅。レンとゾースとランたんは月に取り残されてしまう。
しばらく気を失っていたセイコーが目を覚ますと、そこは見覚えのない光景。セイコーが眠っている間にマスーニョたちがロボット派遣会社「ビットロボコーポレーション」、通称「ロボコ」を設立しており、セイコーは工場長に任命されていた。
後に検索ロボット「ら・ビットくん」と新人社員のレオとナイアが加わり、ロボコは子供のアイデアを基にユニークなロボットを開発していく。

### 2019年度
とある依頼で製造した巨大ロボットが評価されたロボコは調子に乗って巨大ロボットを大量生産。しかし、流行を超小型ロボットに持っていかれたことで大損失を抱え、会社が倒産の危機に陥る。そこでロボコは世界ロボットチャンピオンシップに出場し、決勝で対戦相手のコサカ率いる「インフィニティロボティクス」に勝利。入手した優勝賞金によりロボコは倒産を免れ、同時に世界から注目を浴びる様になる。
以来、ロボコはアイデアを基に海溝調査などの大事業をこなしていく。
ロボコがロボットとゲームを利用したた砂漠オアシス化計画に着手していた頃、インフィニティロボティクスのコサカにら・ビットくんが洗脳され、セイコーたちもロボコを奪われてしまう。遂には暴走してコサカを追放したら・ビットくんにより世界各地で異常気象が発生してロボコが壊滅の危機に陥ったが、セイコーたちと視聴者の活躍により、ら・ビットくんも世界の天候も無事に元通りとなった。そして、ら・ビットくんとレオとナイアは新プロジェクトに参加すべくロボコを退社した。

### 2020年度
レオ達が去った後、セイコーは上空から降り注いだ謎の光を浴び、高性能な液体コンピューターに変身。さらに改心したコサカがロボコに転職し、新たに5人の子供が入社。ロボコはアイデアと最新技術を組み合わせて世界に新風に巻き起こす「ビットバンプロジェクト」、略して「BBP」を発足する。
ロボコはBBPの一環で理想の学校を設立。完成途中の新校舎を見学しに出かけたセイコーたちはセキュリティシステムの誤動作で校舎に閉じ込められてしまう。セキュリティがエスカレートして永遠に閉じ込められそうになるが、なんとか謎を解いて脱出に成功する。そんな中、マスーニョはセイコーの背中に付いた謎のボタンを発見。それを押すとセイコーは瞬く間に赤い霧と化し、学校中に拡散した。

### 2021年度
時が経ち4月。理想の学校として「メガ校」こと「ウルトラメガッコウ」が開校し、同時にセイコーが校舎と一体化し、スピーカーを介して会話できる様になったことが判明。こうしてセイコー達はアイデアを基づいて授業を行ったりして、未完成のメガ校を発展させていく。
好奇心溢れる人格と調和を重んじる人格の二つに分かれたセイコー。2人を元通りに一体化させればセイコーが進化し、新しい世界が生まれるという。
一体化のため2人のセイコーはメガ校の校庭に現れた巨大繭に入ったが、パワー不足で融合できない。そこでマスーニョたちはメガ校の敷地から大量のスライムを集めて繭に放り込みパワーを与えるという作戦を決行。全員で協力してスライムの力を充填した結果、セイコーは無事に融合し、繭が強く発光。新世界が誕生する。

### 2022年度
新たな世界では様々な星が浮かんでおり、その内の1つ、「イチバン星」ではソーイという少年がロボットのマゴテンと一緒に暮らしていた。そのイチバン星にタマロが宇宙船に乗って飛来したことをきっかけに新たな日常が始まる。

### 2023年度
おすな2号によりイチバン星が砂になった。すると、宇宙海賊ゴー☆ピオンがやってきてイチバン星を乗っ取ろうとしていた。みんなの協力をへて守ることに成功した。するとひらめきクリスタルの力でひらめきシャワーがふりイチバン星がもとに戻った。そのとき、おすな2号からひらめき星がでてきてタマロを取囲み、新しいタマロの星を造った。
その後イチバン星の近くにタマロの星が誕生していた。誕生したタマロの星には「ピカパカ星」という名がついた。これから、ピカパカ星をどんどん発展させていくこととなる。

### 2024年度
ある日、おてんとさんの調子が悪くなってしまった。すると、マゴテンが突如として倒れてしまった。突然の出来事に呆然としていた一行だが、急にマゴテンが立ち上がりロケットになりソーイを生まれ故郷である「クフーラ星」へと連れて行ってしまった。クフーラ星へ着いた一行だが、探索しているうちにピカパカ星の空にひびが入ってしまった。パニックになる一行だったが、タマロが穴があいてしまうなら自分たちであけてしまおうとひらめく。そして、マゴテンの調子も戻り視聴者と協力しおてんとさんを元気にした。その後、ひらめき星をひびにぶつけ、最後におてんとさんがひびに激突して穴をあけることに成功した。
その後、タマロは見覚えのない場所の噴水から出てきた。さまよっているとソーイと再会を果たし、マスターという人物が紹介された。マスターによるとここは「ミスティータウン」という街であるという。しかし、この町では摩訶不思議なことばかり起こっていた。そこで、タマロとソーイは不思議なことを調査する「ピカパカ屋」として活動していくことにした。

### 2025年度
ナンダーによる消滅を防いだタマロたちはまた普通の生活に戻っていた。すると、ミスティータウンへ観光客を名乗るコマチという女性が来ていた。コマチにミスティータウンを紹介しようとしていると、街で不思議な出来事が起こる。それを見たコマチはこれを観光客の集客に使えそうだと言う。実はコマチはただの観光客ではなく観光アドバイザーであった。

## 登場人物（ゲスト含む）

### 現シリーズの登場人物 (2022年度 - )
2022年度からの登場人物を表記する。

#### 現在の登場人物

##### 2022年度から出演
タマロ声 - 浅川梨奈
コンペイトウ型の宇宙船でビットワールドにやってきた女の子。たのしいことを考えて、ひらめくことが得意。
ソーイ声 - 中田あすみ
元々イチバン星に住んでいた男の子。発明したり物を作ることが得意。緑色のパーカーと赤いモノクル、兎のような耳を持つ被り物が特徴。背中にスパナをつけている。
シカッキー声 - 升野英知
元々カックン星に住んでいた、引っ込み思案な芸術家。四角いものが大好きで、作品を作ることが得意。
DJセイコスター
声 - いとうせいこう
「ビットワールド ゲームフェスティバル」の主催者。生放送に登場する。

##### 2024年度から出演
マスター
声 - いとうせいこう
人の相談を聞くソーダン・カフェを営む。ミスティータウンに詳しく、住人からの信頼が厚い。
ペラリ
声 - 古坂大魔王
ミスティー大学の教授。何事においても科学的根拠がないと信じない。実は怖がりな性格。
ミラレタ
声 - 金子貴俊
惑星カーネコ出身のついつい宇宙人のクセを出す宇宙人。ミスティータウンの調査のためにマスターを手伝う。
デーダラ
声 - マキタスポーツ
おじいさんの帰りを待っていた森に住む巨人。巨人とは思えないほどの優しさと無邪気さの持ち主。
キラル
声 - 横山だいすけ
おそうじプリンスの肩書を持つちょっと強がりな配信者。実はナンダーが変身したほうきに頼っていた。

##### 2025年度から出演
コマチ
声 - 小野あつこ
珍しいもの、有名なものが大好きなスーパーエグゼクティブ観光アドバイザー。キラルの大ファン。

#### 過去の登場人物

##### 2022年度
マゴテン声 - 古坂大魔王
ソーイのお手伝いロボット。正式名称は「MAGO-10」。
おてんとさん声 - いとうせいこう
ビットワールドにいる太陽。タマロとソーイの冒険を見守っている。
ウロッチョ声 - 金子貴俊
宇宙の配達員。相棒のホバーボードの名前は「ジョナサン」。
メロディンゴ
声 - 横山だいすけ
「ドレミ星」に住んでいる、歌とダンスが得意なエンターテイナー。ドレミ星のアトラクションは、すべてメロディンゴの歌声で動いている。
ゴリッパ
声 - マキタスポーツ
「空き星」を紹介している。「空き星」を紹介すると、ゴリッパにボーナスが入るらしい。

##### 2023年度
キイナ
声 - 新谷真弓
タマロのおうちのタンスにずっと入っていた妖精。すぐに人のお世話をしたがるおせっかいなところがある。

### 過去のシリーズの登場人物（2007年度 - 2021年度）
セイコー、リオ、ケメコの詳細は天才ビットくんの登場人物・キャラクターを参照（スペシャルゲスト含む）。
レギュラー
セイコー - いとうせいこう
「ビットワールド」の開拓者で、リーダー的存在。元ビットランド住人。
マスーニョ（マスーニョ・ンバッカリズムーチョ） - 升野英知
サビシーニョ族のビット人。ずっと箱の中に閉じこもっていた。本人曰く「箱はベニヤ板製」。友達ができずにいて、セイコー達と友達になる。セイコー達にサッカーボールを友達として紹介した。体は立方体だが、メカニックに関しては超一流の腕を持つ。後に夢の中で人間体になったのきっかけに現実世界でも人間体で行動するようになり、サビシーニョ族の証である額の「内」または「外」の文字が額から無くなっている。2016年度以降は頭の箱がなくなる。
アスミン（ナカタロッサ・アスミン） - 中田あすみ
海賊であるジャーク族のビット人。お宝を求めている。男勝りでさっぱりした性格だが怒りやすい。好きな食べ物はマカロン。幽霊が苦手。キューブ型の指輪から出す「ジャークビーム」が武器。
タカティン（タカチッタ・ティンバート） - 金子貴俊
常に本音で話すホンネ族のビット人。思ったことをすぐ口にする癖がある。情報の分析に優れている。
2007年度
リオ - 近内里緒
セイコー、ケメコと共にビットワールドへやってきたロボットの女の子。
ケメコ -（声）新谷真弓
メケメケランドからやって来た女の子。セイコーの相方になる。
ハナナン - 山田花子
ジャーク族のビット人。面識はないもののアスミンと「私立パイレーツ学校」時代の同級生。アスミンを恨んでいて、アスミンから「7つのおいしいお宝」を横取りする。
ジャッキー
ジャーク族に言い伝えられている守り神。しかし、貢物をつまみ食いされたと怒り、「世界食う神」へと変貌をとげ、ビットワールドを食べ始める。
ケメコの言う「あのお方」 - 滝口順平
ケメコを今の姿にした人物で、集めたアイデアの力でビットワールドを作った。
2008年度
ハラキン - 原金太郎
私立パイレーツ学校の校長にしてアスミンの祖父（通称・中田親分）。友達であるインコのペリーをいつも腕に乗せている。なお、ペリーはハラキンが喋る腹話術人形である。
トーヤ（ハタコフスキー・トーヤ） - 秦透哉
突如現れたクールな銀髪の少年。「リアルワールド」出身で「シャビ」を探している。
リアルワールドではウイルスの影響で半年も生きられない「ビーボ」を助けるために、セイコー達に協力してもらい自分の探しているビーボを探しつつ、他のビーボの救出作業を行っている。
リアルワールドとビットワールドを繋ぐ能力を持ち、これにより「ビーボ」をビットワールドへ連れ戻すことができる。
シャビ（Xavi）
黒い色をしたビーボ。
トーヤのモノクルに似た、赤いモノクルを着けている。服のようなものを着ているが、人よりは猫に近い外見である。
体を透明にすることにより、姿を消す能力を持つ。姿を消している間は、白い影が地面を通るようにしか見えない。
長い尻尾を持つ。四つに分かれる尻尾により、ビーボを凶暴化させる能力をもつ。凶暴化したビーボをゾンビーボと呼ぶ。
ミオ - 宮武美桜
リアルワールドに住む、ブログの女の子。物腰は柔らかいが、芯は強い。ミオのいる時代は、現代から1年前。
「ちくわのはちみつ漬け」を盗んだビーボを捕らえる。ビーボに「わさび」と名をつけて、ビーボを飼っている。趣味は絵を描くこと。
2009年度
J（ジェイ） - 津田寛治
黒い服と帽子をかぶっており、時折ビッコロやビーボメイトの様子を影から覗いていた男性。戦闘能力は合体ビーボ最強であり、黒い木の葉に化したり、「合体分離ガン」が効かないなどがある。トーヤとは以前から知り合いであったようだ。小型ロボットを使って、シャビを連れ出そうとするが失敗し、逃げ出す。
その後トーヤを捕まえて、Dr.カゲロウと「人類総ビーボ化計画」を進めていたが、敗れて阻止されてしまった。実はサツキの兄で、過去に人間とビーボを合体させる装置の実験台となり、ジャッカルというビーボと合体し、合体ビーボになってしまった。本編の生放送の最後に、ミオとトーヤに「お前達のような人間がいれば、きっと世界は変えられる」と激励の言葉を投げかけ、ジャッカルと共に水色の石になり、リアルワールドから去った。
BFCのボス - 中村靖日
ビーボファイトクラブのオーナー。アスミンにビーボファイトで勝負するが負けてしまう。
その後もビーボをかき集めていたが、そこへ現れた少年によって、部下が全員ビーボになってしまった。また、アスミン達に助けを求めたが、一匹は撃退したものの、残りのビーボによって捕えられてしまった。
Dr.ヒロミツカゲロウ - 廣川三憲
ハラキン校長を蜂に変身させ、数々のハラキン虫を作りだした張本人。やたらと虫に詳しい。睛蛉昆虫研究所に侵入したトーヤたちをバリヤーで閉じ込めた。最後には自身も虫たちと合体してトーヤに勝負を挑むが、ミオによって元の姿に戻され研究所から逃げ出した。ID番号は10-10-64（テン-トウ-ムシ）。
その後もJと「人類総ビーボ化計画」を進めていたが、Jに裏切られ、ビーボに変えられてしまった。
あっちゃん
毛糸猫のビーボ。マンションに引っ越すという理由で捨てられた。最初はかなり弱っていたが、ご飯は食べるようになった。その後、ビーボメイトの所に送られ、元気にしている。
サツキ - 中込佐知子
ビーボを治療している女性。過去にビーボと合体する装置を作るが、サツキの兄・Jがこの装置でビーボになってしまった。
ジャッカル（JACKAL）
J・サツキ・カゲロウがかつて飼っていたビーボ。以前トーヤと会っていた。Jとなった後でもトーヤのことを覚えていた。
2010年度
モジャビー
ミオが迷い込んだ森で遭遇した。視聴者のアイデアの中からアンケートが行われ、「モジャビー」という名前になる。好物はりんごで、苦手な食べ物はトマト。音楽や花が大好きで、花をミオに渡したことがある。ミオと絆を深めるが、その後、世界各地にテレポートしてしまう。
その後、本名が「テオ」だった事や、セイコーたちとの別れ時に、仮面の下が、わさびと同じ顔であった事から、わさびの子孫だった事が判明する。
流石新左衛門（さすが しんざえもん） - 金子岳憲
タイムスリップして今の世界に来てしまった侍。怪我をしている所をミオに助けられ、ビッコロに来る。名前が分かる前は「ヨロイ武者」と呼ばれていた。後に、過去へと戻ってゆく。
カイ・ヴェルザンディー - 佐藤永典
異常現象を調べている青年。ティラノサウルス、仮面、シーラカンスなどの怪奇現象の写真を所持している。タイムレーダー（物を調べられるらしい）も所持。元は時空警察の一員だったが危険な実験のせいで解雇されていた。最後は復職を許された。
ゼータ - 松林慎司
時空警察のメンバー。最後はセイコーたちの力になった。
ラムダ - 高山侑子
時空警察のメンバー。のちにカイの研究を手伝うことを決意した。
ニーナ - 新木優子 / 幼少期 - 今泉玲奈
カイの妹。
2011年度
ヒロキ - 寺坂尚呂己
マスーニョがアスミンに探してほしいと頼んでいた、リアルワールドの少年。何故か他人の夢を自分の夢として見る力を持つ。
ツバサ - 井上翔
ヒロキの夢に現れる正体不明の少年。夢の中ではローブをまとっている。
ムーマを倒すロールプレイングゲーム「ドリーム・ダンジョン」を発見し、ゲーム仲間とプレイしネットにも拡散していたが、ゲーム内のムーマが現実世界に影響を及ぼしたことで被害を止めるべく夢世界に留まっていた。
山崎 - 下山葵
ヒロキの同級生。「ZAKI」のハンドルネームで「ドリーム・ダンジョン」をプレイしていたが昏睡状態に陥る。
立野カオル - 倉内沙莉
「スネーク」のハンドルネームで活動している少女。ツバサ、山崎とはゲーム仲間。
2012年度
カオ - 宮武佳央
6月29日の放送から登場。ピンチに陥ったヒロキを助けた少女。ヒロキと同じく、夢世界に入れる力を持っており、ミームのポンタを連れていて、ヒロキにミームに関することを教えた。2013年4月6日放送分ではヒロキと共に夢世界の修復作業を行っていた。
トオル - 松島海斗
12月14日の放送から登場。犬のようなミーム「フント」のパートナー。
アリス - 斉藤遥海
2013年1月25日の放送から登場。相手を変身させる能力を持つミーム「モルフ」のパートナー。
レン - 吉田仁人
2013年2月1日の放送から登場。風を自由にあやつるミーム「グリース」のパートナー。
田中たけし - チャド・イアン・マレーン
仮の姿はピザ屋の店員で、実はゴ・ホー星人であった。オーストラリア人ながら関西弁を使う。2012年11月2日の放送で初登場し、2013年度から2017年度まで不定期に登場していた。
2013年度
ランたん：声 - くまいもとこ
ビットネーム「ななごん」のアイデアを基に、マスーニョによって作られたエリアBおよびビットキャッスルの万能サポートロボ。翻訳などいろいろなことができる。語尾に「ラ」を付けて話す。口癖は「ランタンターン」。明るい性格だが、自分を作ったマスーニョにだけは反抗的な態度や目つきをすることが多い。しかし実は、マスーニョが大好き。電池が切れると壊れる事もある。
2014年度
レン・ダーリン - 小林亮太
ビッキューブを実物に仕上げる能力を持つ謎の少年で、自称「宇宙一のビッキューブマスター」を名乗っている。2014年4月4日の放送で顔のないセイコーを救出した。かなりの大食漢でスムージング・ラブを放つたびにお腹を空かせてしまう。カツ丼が好物。
ゾース・B・ボヤッジ - ソーズビー航洋 / 幼少期 ‐ 柿澤仁誠
物体をビキュボンで壊してしまう謎の少年で、自称「宇宙一のビキュボンマスター」を名乗っている。ナポリタンが好物。惑星ゴレオン出身。
アーティー - 三宅貴大
アーティスト星出身のビッキューブマスター。
2015年度
サンディ
ゴーレムの様な姿をした生物。当初はランたんと中身が入れ替わってしまっていた。レンのスムージングとゾースのビキュボンを受けると、キューブ化して変形する。水が苦手。本来の役割は地下ビキュモンの巣のバランスを安定させることで、最終的に水中に還っていった。
アバレール大佐 - あばれる君
サンディのお手伝いをしている。モンスモーバトルをゾースに挑んできた。タカティンの体を乗っ取った。
2016年度
三途川渡 - ナダル（コロコロチキチキペッパーズ）
ビット商店街の会長。
おかみ - テイラーR
和風店の店員である女性。
カオスダマン／マラカスマン - レディビアード
おかみが怒って変身した姿。
クリキング - 栗原類
「フィーバーランドの主役」を名乗る伝説のダンサー。
2017年度
ノートちゃん - 藤平華乃
ビットキャッスルの屋上の露天風呂の煙突から現れた少女。その正体は「予言のノート」で、ノートは仮の姿であることが判明。徐々に正しい言葉が喋れるようになり、ようやく本来の姿である人間の女の子に成長した。その正体は月からやってきた高貴なお姫様で、5人の従者に呪いをかけた張本人であり、罰が当たってノートの姿にされてしまったことが判明した。わがままな性格で、「月に帰りたくない」と言って退屈するも、2018年3月2日の生放送でセイコー達の活躍によりビットキャッスルは月とドッキングし、大量のお団子やお土産を持たせたため、退屈せずに月に帰還できた。モチーフは「竹取物語」のかぐや姫に相当する。
クッキー - 馬場園梓
ノートちゃんの従者の1人。呪いによってクッキーに変身したが、カオスダマを回収したことで元に戻った。名前の由来は｢月｣の読みをニュアンスを暈したもの。
ゲッツ - ダンディ坂野
ノートちゃんの従者の1人。名前の由来は「月」の読み方の一つである「げつ」。呪いによって吸血鬼に変身したが、カオスダマを回収したことで元に戻った。
GEKKO - IKKO
ノートちゃんの従者の1人。名前の由来は「月光」。呪いによってカエルモンスターに変身したが、レンのキスによって元に戻った。
タケちゃん - 鈴木拓（ドランクドラゴン）
ノートちゃんの従者の1人。名前の由来は「竹」。呪いによってタケノコに変身したが、カオスダマを回収したことで元に戻った。翌週にピンキーマカロンのボディーガードだと言ってオタ芸を披露した。2018年2月9日の放送で宇宙船を奪えば姫は月に帰れず、地球に残ることができると思ってウルトラ・デラックス・スペースシップを奪った。そして2018年3月2日の生放送で隕石に衝突し、宇宙船がコントロール不能となって月に不時着した。
ルナ - 山崎静代（南海キャンディーズ）
ノートちゃんの従者の1人。名前の由来は月の女神「ルーナ」。呪いによってカニばさみ人間に変身したが、カオスダマを回収したことで元に戻った。
2018年度‐2019年度
レオ - 内川蓮生
ロボコの見習い社員。ロボットが大好きで、趣味は機械いじりと動画撮影。いつかマスーニョのようなすごいエンジニアになることを夢見ている。
ナイア - ナイア
飼い猫「アンコ」の捜索依頼をきっかけに入社したロボコの見習い社員。アスミンのようなロボメイトになることにあこがれている。ゴーグルを使わなくても、トッパリンを見つけることができる。
ら・ビットくん
レオが拾った検索ロボット。登場初期は名前が無く、視聴者の投票により上記の名前となった。
横山さん - 横山だいすけ
ロボコの経理担当者。歌うことが得意で、不思議なことが好き。
ドクターマッキー - マキタスポーツ
ロボすて山でロボットを一人で修理していた伝説のエンジニア。
イズミ - 和泉宗兵
ロボチャンの大会運営責任者。
コサカ・インフィニティ - 古坂大魔王
ロボット業界のトップ企業「インフィニティロボティクス」のCEO。2019年3月1日のロボチャン決勝戦で、チームロボコに敗北した。その後、改心しロボコに勤めることとなった。
2020年度
ナグモ - 南雲唯杜
チーム・ビットバンのメンバー。チームのリーダー。
コタ - 細井鼓太
チーム・ビットバンのメンバー。スポーツや宇宙科学、機械工学を得意とする。
サキ - 木村咲愛
チーム・ビットバンのメンバー。リサーチや分析を得意とする。
アリ - 清水在
チーム・ビットバンのメンバー。電子工学を得意とする。
ロワ - ロワ梨里愛
チーム・ビットバンのメンバー。ユニークな発想力を持つ個性派プランナー。
上記の5人は2021年度にメガ校の生徒となる
2021年度
ナナ - 浅川梨奈
ヒーリング能力を持つミューのヒミシとミューテーションして、ミュータントになる。

## 主なコーナー
生放送の日や休暇期間中は全コーナーが休止となる。
現在の主なコーナー
- ゴースタグラマーナーナ

ゴースタグラマーのナーナとブローチのシャルルが、ゴーストが憑りついている人を写真に撮り、ゴーストを写真に封印していくコーナー。
- コサカの地上絵

コサカ博士の発見した地上絵に隠されたダジャレのメッセージを研究員が解読するコーナー。
- しめきりですよ！

スランプ中の漫画家、マス子・M・マス雄作の3コマの漫画に対して、視聴者が描いた4コマ目(オチ)を編集者のイトウくんが紹介する、いわゆるイラスト大喜利コーナー。
- SPaiCE

音楽ユニットのSPaiCEが視聴者の投稿したどっち派の意見を現代風の楽曲にのせ紹介する。メンバーは赤担当のKaraminと緑担当のNanapeno。
- スパイロック

マキソン・ボーンをボスとするエリートスパイたちが視聴者から投稿された変装をして様々な場所に忍びこみ受付のオノが担当する受付を突破しようとするコーナー。
- たたかえ！超合体ロボ

様々な場所に現れる怪獣をパーツを合体させたロボットが立ち向かうコーナー。ナレーションは玄田哲章、パーツの声を恒松あゆみ、三宅貴大が担当する。
- なんでもひらくよ！ファスナーくん

AC部制作のミニアニメ。ファスナーくんが視聴者の考えた様々な物の面白い中身を紹介するコーナー。
- ニンニン！かねこ丸

忍者であるかねこ丸が忍法を使い変化したライバルのひとみ丸を見つけるコーナー。変化したひとみ丸を4つの忍者の中から見つけるデータ放送のゲームがある。
- ねず

フォークデュオのねずが視聴者の恥ずかしかった出来事を歌にする。メンバーはボーカル＆タンバリンのカネ川とギター＆コーラスのマス沢である。
- ビットかくれんぼ！

視聴者が投稿したキャラクターのうちの3匹を探すデータ放送のゲームコーナー。
- ビットスポーツ

スポーツ選手が行うありえないスゴ技をいとうアナウンサーとロベルトますのが実況解説するコーナー。
- ヤミー女王のマジカルグルメ

勇者打倒を企むヤミー女王が部下をパワーアップさせるため、食べ合わせの料理を魔法で作り食べさせるコーナー。
過去の主なコーナー

## 世界設定

### ビットワールド
サイバー空間の再構築「ビット・バン」によって生まれた新世界。番組初期は「マイランド」と呼ばれる無数の空間で構成されているという設定であった。2007年度終盤にジャッキーによって食い荒らされ、その際に空いた穴「ジャッキーホール」からビーボが流出する事件が発生。それをきっかけにセイコーたちはリアルワールドに移住することとなり、以後2009年度から2021年度までの12年間はビットワールドを離れていた。
ビットワールドの誕生
ビットランドで行われたアイデア1000個紹介の達成で待ちうけていたのは、ビットランドの消滅だった。
しかし、ビットランドの消滅は、サイバー空間の再構築「ビット・バン」のもたらす恩恵の前ぶれだった。「ランド」は消え、もっと広い「ワールド」が生まれた。
サイバー空間に生まれた、新たな世界「ビットワールド」でのセイコー達の新たな冒険が始まる。
マイランド
ビット人の民族ごとに分かれた空間。
ビットラボ
マスーニョの作った研究所。リアルワールドに迷い込んだビーボの探知を行う。
ロケットのような外見で、空を飛ぶことによりビットワールドのあらゆる場所へ移動できる。

### 新生ビットワールド
ビットワールドが進化した2022年度からを指す。

#### 2022年度 - 2023年度
イチバン星
ソーイとマゴテンの住む星。
「おすな」と書かれたボタンのあるおすな2号や、過去のビットワールドの遺物が積みあがった「タカラの山」などがある。
ピカパカ星
ひらめき星により誕生したタマロの星。タマロの顔のような形をしている。
みんなのひらめきが反映されてどんどんバージョンアップしていく。

#### 2024年度 -
ミスティータウン
摩訶不思議なことが起きる街。住人がたくさん暮らしている。
ピカパカ屋
タマロとソーイが営む魔訶不思議なことを調べる店。
メチャピカポート
ミスティータウンのはずれにある街。もとは汚れた「メチャクチャポート」だったがキラルがきれいにした。

### リアルワールド
いわゆる現実世界。「ジャッキーホール」がリアルワールドへ繋がっており、「ビーボ」が穴を通り、迷い込んでしまう。
ビーボ（BIVO）
ビットモン、ビット人などといった、「リアルワールド」へ迷い込んだビットワールドの生き物達の総称。
異なる世界へ迷い込んでしまった為、環境の変化に対応できず、「リアルワールド」では半年も生きられない。
上記のように、ビーボの中にはビット人も含まれるため、レギュラーメンバーであるアスミン、マスーニョ、タカティンもビーボに含まれるという事になるが、2008年度後期以降はその定義が曖昧になっている節がある。
ビッコロ
ビットコロニー略してビッコロ。ビーボ保護施設である。実はビットラボがくっついている。
ビーボを保護するため、ビーレジと呼ばれる登録を行う。ビーボが未登録の場合ノンレジという。
BFC（ビーボ ファイト クラブ）
ビーボ同士を戦わせて賭博を行い、金儲けをしている地下組織。
リングを使い、ビーボの戦意を活性化し、無理に戦わしている。
2009年7月3日の生放送で対決し、敗北したため、ビーボを全てセイコーたちに返した。
しかし完全に途絶えたのではなく、新たにビーボを集め復活させようとしていた。しかし凶悪合体ビーボとなったシャビに合体させられ、その合体した部下たちにボスは捕われ、連れ去られていく。これによってBFCの幕は閉じた。
蜻蛉昆虫研究所
虫博士「Dr カゲロウ」の研究所で、ここでハラキン虫を作りだしている。
ハラキン校長は1階手術室で蜂にされてしまった。
学校
2010年7月23日の生放送の舞台となった。
「廊下に現れたシーラカンス」、「校長室から動きだした武士」、「トイレに出現した女の幽霊」、「屋上に着地したプテラノドン」など不思議な現象が起こった。
夢探偵事務所
夢の中で起きる事件、それによる悩みなどを解決する探偵事務所。内装はダムボールで出来ている。
歴代のセイコー達の拠点の中では唯一、3DCGではなく実写セットを使用して表現されたものである。
エリアB
宇宙人を招待する為に作られた保養施設。宇宙人を迎えるため空港がある。
ビットキャッスル
セイコーたちが住み込みで働いている超高層のタワーマンション。天に届くほどの高さが特徴で屋上への歩行はかなりの時間と体力を使う。数え切れない程の個室が配置されており、中には常識が通じない奇妙な個室も多く存在する。オーナーや個室、遺跡の様な屋上も含めてその大半が謎に包まれている。カオスダマを回収するたびに伸びていく。昔は月に繋がる竹で、月に届いた後はそのまま消滅し、その後はただの空き地となった。
ビットロボコーポレーション
水上に建てられたロボット派遣会社。通称「ロボコ」。セイコーを工場長として扱う。
ウルトラメガッコウ
視聴者のアイデアで作り上げて行く学校。雲よりも高い大地の上に建つ。通称は「メガ校」。

## 生放送
番組では不定期に生放送が行われており、毎回番組ホームページを通じて視聴者とともにブラウザゲームを行ったり、データ放送を使ったゲームや投票などを行う形式をとっている。基本的には本編ドラマの内容に関わるものが多いが、番組内コーナーの特別版が行われる場合もある。
過去のゲームはビットワールドのホームページでプレイ可能。また、脱出ゲームやアドベンチャータイプのものにはホームページ版のみの隠し要素がある。
2021年度まで生放送のサブタイトルには、1週間前に放送が発表されたもののみ、「緊急生放送」と記されている。

## 枠内で放送されたアニメ
固定枠ではないが、番組後半に放送されることが多い。2010年度は一時廃枠となっていたが、2011年度より復活。その後2025年度より再び廃枠となった。
なお、『秘密結社鷹の爪』は2012年度の途中から番組の最初のコーナーとして放送されていたが、2014年度の『鷹の爪EX（エクストリーム）』以降は原則番組最後のコーナーとして放送されるようになった。なお、『鷹の爪MAX（マックス）』の最終回は時間の関係で番組の最後に放送された。
2021年度以前は生放送の回は原則休止となっており、その前後にアニメを2本放送することがあった。
夏休みと冬休み、及び年度末には『春（夏、秋）の（作品名）祭り』 『春（夏、秋）の大感謝祭』などと題して総集編も放送している（その際には双方向データはなし）。『おでんくん』から『鷹の爪DO』までは、この際に毎週の放送枠では放送されないエンディングアニメーションや詳しいクレジットタイトルも放送された。『あはれ!名作くん』以降からは通常放送でもエンディングが放送されるようになった。
『あはれ!名作くん』までは数話ずつを順番に放送されていたが、『100秒でわかる名作劇場』は数話ずつをランダムで放送されている。
2022年度以降の『100秒でわかる名作劇場』はスペシャル生放送の回を除いて毎回放送されている。
- おでんくん（2005年度 - 2008年度）
- ヒゲぴよ（2009年度）
- ソッキーズ フロンティアクエスト（2011年度）
- 秘密結社鷹の爪 NEO（ネオ）→秘密結社鷹の爪 MAX（マックス）→秘密結社鷹の爪 EX（エクストリーム）→秘密結社鷹の爪 DO（ドゥー）（2012年度 - 2015年度）
- あはれ!名作くん（2016年度 - 2021年度）
- 100秒でわかる名作劇場（2022年度 - 2024年度）

## スタッフ
- 声の出演：恒松あゆみ（2007年4月 - ）三宅貴大（2014年4月 - ）
- CG制作
  - 【「ビットワールド」デザイン】
    - 中山大輔・TRICK BLOCK（2007年 - ）
    - アニメトロニカ（2022年4月 - ）

  - 【3D合成】
    - 石川ホールディングス、佐藤武士、Yurie、川島拓也、ダイノサトウ、

  - 「ビットレーサー→ビットワールドレスリング→アホちゃいまんねんビットやねん!→マジヤバイっす!とんでもナイッス島→GO!GO!社長ちゃん→なんでもひらくよ!ファスナーくん」 制作：AC部（2007年 - ）
- 「ねず」「SPaiCE」挿入歌作曲：あらいふとし
- システム制作
  - データ放送：アド・ホック（2011年4月 - ）
  - デジタル人形劇プログラミング：VR IMAGINATORS（2023年4月 - ）
  - ドットお絵描き：24Frame（2017年 - ）
- ゲーム制作：株式会社ヒソカ[6]
- スタイリスト：井口さおり[注釈 17]
- 編集：飯干洋祐
- 音響効果：久保田征弘
- 構成：長江優子、アサダアツシ（共に2007年4月 - ）【週替り】、竹村武司【ミュージカル回】
- プロデューサー：長江努（2007年4月 ‐ ）
- 制作統括：廣岡篤哉（2022年4月 - ）
- 制作協力：ディレクションズ
- 制作：NHKエデュケーショナル

### 過去のスタッフ
- 「ピンキーマカロン」アニメーション制作：太田和彩、インスパイアード
- 「ねず」「ピンキーマカロン」挿入歌作曲：レキシ
- システム制作
  - デジタル人形劇：UNIVRS（2022年4月 - 2023年3月）
- スタイリスト：Olga（2021年度 - 2022年度）
- ナレーション：玄田哲章（2007年4月 - 2022年3月[注釈 18]）
- 声の出演
  - ランたんの声：くまいもとこ（2013年7月 - 2017年3月）
  - ラボの声：久嶋志帆（2008年4月 - 2009年3月）
  - ケンの声：山下大輝（2018年4月 - 2022年3月）[注釈 19]
  - ケメコ、キイナの声：新谷真弓（2007年4月 - 2008年3月、2023年9月 - 2024年3月）
- 制作統括：本澤幹央（2008年）→廣岡篤哉（不明 ‐ 2012年6月）→古屋光昭（2012年7月 - 2015年）→坂田淳（2015年10月 - 2016年9月）→弓削哲矢（2016年10月  - 2017年3月）→中村裕子（2017年4月 - 2018年6月）→廣岡篤哉（2018年7月1日、7月8日）→本間かほり（2018年7月15日 - 2019年7月）→中村裕子（2019年8月 - 2022年3月）

## 他番組とのコラボレーション
- 2012年9月27日放送の「大!天才てれびくん 大!木曜LIVE」にピンキーマカロンが出演。
- 2017年11月3日の放送では、直前に放送された「おじゃる丸スペシャル アニメじゃないでおじゃる？」に出演したゆうたろうが、当番組の本編ドラマにも同じ役柄で登場した。
- 2020年2月16日放送の「ワンワンパッコロ!キャラともワールド」(BSプレミアム)のパッコロリンコーナーにピンキーマカロンが出演。「スーパーデリシャス」を披露した。

## 枠外での放送

### 特別番組
天才てれびくんMAX ビットワールド テレビとネットが合体！伝説の謎解きゲームに挑戦
- 放送日時：2009年6月27日 土曜15:50-16:29

総合テレビで放送された特別番組。進行役はセイコーとアスミン、ゲストとして『天才ビットくん』終了以来2年ぶりにシンヤが登場し、2009年3月に行った脱出ゲーム「過去と現在二つの部屋」をプレイした。
ビットワールドSP★解かれる封印・ビットワールド前史！
- 放送日時：2012年1月1日 日曜13:00-13:55
- 再放送：2012年1月7日 土曜15:00-15:55・2013年1月2日 水曜13:04-13:59

前身番組『天才ビットくん』の歴史を振り返る総集編。
ビットワールド なつかしの歴代アニメスペシャル
『たくさんのEね!ありがとう「お願い!編集長」スペシャル』で放送された、再放送リクエスト特集。アニメコーナーとダジャレコーナーを放送。
- 放送番組：『天才ビットくん』、『ビットワールド』
- 放送日時：2013年1月2日 水曜12:00-13:04
- ナレーション：玄田哲章

| コーナー                                                                     | 初回放送日     |
| ---------------------------------------------------------------------------- | -------------- |
| おでんくん 第46話 無意味ってなんですかの巻                                   | 2006年05月19日 |
| おでんくん 第36話 おでん村大レースの巻                                       | 2006年02月10日 |
| おでんくん 第101話 真夜中の妖精の巻                                          | 2007年10月26日 |
| Da Ja Funk                                                                   | 2009年         |
| ヒゲぴよ 6ぴよ「男の城だよ!?」                                               | 2009年05月08日 |
| ヒゲぴよ 18ぴよ「ヒゲぴよ対メカぴよだよ!?」                                  | 2009年09月04日 |
| ヒゲぴよ 37ぴよ「メカぴよの逆襲だよ!?」                                      | 2010年02月05日 |
| Da Ja Mambo                                                                  | 2009年         |
| ソッキーズ フロンティアクエスト 第37話「冒険の果てに･･･発見!女神の天秤」の巻 | 2012年02月03日 |
| ソッキーズ フロンティアクエスト 第38話「奥義・転送合体!」の巻                | 2012年02月17日 |
| ソッキーズ フロンティアクエスト 第39話「最後の大決戦!」の巻                  | 2012年02月24日 |
| Da Ja Punk                                                                   | 2010年         |

渋谷DEどーも　双方向まつり　公開生放送スペシャル
- 放送日時：2013年5月3日 金曜13:05-13:50

総合テレビで放送。渋谷DEどーもの一環としてみんなの広場ふれあいホールからの公開中継。過去の生放送ゲームの中で人気が高かったものをプレイする。11年11月放送の「ψ（サイ）魔人パニック!」と12年9月放送の「鷹の爪団 Presents 超速!怪人製造マシン」をプレイした。
出演者はアスミンと「秘密結社 鷹の爪ＭＡＸ」から吉田くん、ゲストに加藤夏希。司会は三輪秀香（NHKアナウンサー）。
ミュージカル「主人公入れ替わり大作戦！鬼を斬る！」完全版
- 放送日時：2020年12月31日 木曜17:55-18:55

同年12月4日・11日の2週に渡って放送されたミュージカル風コント「主人公入れ替わり大作戦！鬼を斬る！」の完全版。

### 再放送（Eテレフリーゾーン枠）
- 2015年5月30日16:00-17:00に、2007年4月6日の初回放送が「天才ビットくん」初回と合わせて「お願い!編集長」にて再放送された。
- 2017年2月25日16:00-16:55に「緊急生放送！ふたつの部屋　最後の脱出スペシャル」（2009年3月6日）が「お願い!編集長」にて再放送された。
- 2020年1月18日 15:15-16:25に「あはれ！名作くん 冬の大感謝祭 第1弾と第2弾2019」（2019年12月27日と2020年1月10日）が再放送された。
- 2020年3月23日-3月27日に「あはれ！名作くん 春の大感謝祭2018&2019」（2018年3月30日）がEテレサブチャンネルで再放送された。
- 2020年5月9日15:20-16:30と5月10日15:50-17:00に「あはれ！名作くん 春の大感謝祭 第1弾-第4弾2020」（2020年3月6日-3月27日）が再放送された。
- 2020年10月3日-10月4日15:50-17:00に「あはれ！名作くん 夏の大感謝祭 第1弾-第4弾2020」（2020年8月14日-9月4日）が再放送された。

## 舞台
『ビットワールド THE STAGE』のタイトルで、2025年7月4日から7月13日まで、サンシャイン劇場で公演予定。

### キャスト
- ダイゴ：上田堪大[8]
- スミレ：小山百代
- ユタカ：高橋怜也
- ビットラン：大和悠河
- ミラレタ：金子貴俊
- ソーイ / アスミン：中田あすみ
- ヨコヤマン：横山だいすけ
- ゾース：ソーズビー・キャメロン
- シカッキー / マスーニョ：升野英和（映像出演）
- マスター / セイコー：いとうせいこう

#### 日替わりコーナーゲスト
- 浅川梨奈（7月4日・13日公演）
- 升野英和（7月7日・11日公演）
- マキタスポーツ（7月9日公演）
- 古坂大魔王（7月10日公演）
- 増子敦貴（7月10日公演）

### スタッフ
- 脚本・総合演出：川尻恵太
- 演出：白鳥雄介

## 受賞歴
- 第30回「バンフ国際テレビ祭 (カナダ)」大賞 （2009）
- グッドデザイン賞 (ネットワーク領域部門) （2009）
- 「NHK制作局長賞」特賞（2009）